# Пржевальськіт
Пржевальськіт — мінерал, водний уранофосфат свинцю.
Названий на честь російського мандрівника і вченого М. М. Пржевальського (В. Г. Круглова, 1946).

## Загальний опис
Хімічна формула: Pb(UO2)2[PO4]2•4H2O.
Склад у % (із зон окиснення сульфідних родовищ): PbO — 21,06; UO3 — 46,55; P2O5 — 11,47; H2O — 6,69. Домішки: SiO2 (4,10); Al2O3 (3,48); нерозчинний залишок (1,99).
Сингонія ромбічна. Ромбо-дипірамідальний вид. Утворює таблитчасті кристали, лускуваті агрегати. Колір світло-жовтий.
Зустрічається разом з торбернітом, отеніном, дюмонтитом у верхній частині зони окиснення сульфідних родовищ. Знайдений у Середній Азії.